# Barytarbes laeviusculus
Barytarbes laeviusculus là một loài tò vò trong họ Ichneumonidae.